# هشامي
الهشامي هو مكيال إسلامي يستعمل في الوزن والكيل اثاء العصور الإسلامية.
الهشامي يساوي أربعة آصع ويساوي بذلك 32 اثنا وثلاثون رطلا.

## المصدر
عن كتاب حقيقة الدينار والدرهم والصاع والمد لأبي العباس أحمد العزفي السبتي